# Ludwig Tieck
Johann Ludwig Tieck (født 31. maj 1773 i Berlin, død 28. april 1853 sammesteds) var en tysk digter, forfatter, udgiver og oversætter i romantikken. Han publicerede også under pseudonymerne Peter Leberecht og Gottlieb Färber. Han var bror til billedhuggeren Friedrich Tieck.
Det var hans brændende ønske at blive skuespiller, men i stedet for måtte han studere teologi og filologi i Halle. Derfra kom han til Göttingen, hvor han fortsatte de filologiske studier. Bekendtskabet med Wackenroder, der allerede var blevet indledet i skoletiden, fortsattes i Erlangen, og Wackenroder kom til at påvirke Tieck i studiet af gammeltysk kunst, ligesom Tieck øvede indflydelse på Wackenroders Herzensergiessungen eines kunstlieben-den Klosterbruders.
Hans første bog var den fantastiske roman Wiliam Lovell (3 bind, 1795—96), der viste hans forkærlighed for sjælelivets natside. Efter sin tilbagekomst til Berlin stod han foreløbig den gamle Friedrich Nicolai, under hvis auspicier hans forfattervirksomhed var begyndt, nær og skrev på bestilling af ham – den rationalistiske retnings forstandstørre repræsentant – endvidere en række fortællinger som Peter Leberecht, eine Geschichte ohne Abenteuerlichkeiten (1795—96), Volksmärchen, deriblandt detsatiriske Der gestiefelte Kater (3 bind 1797).
Venskabet med Nicolai blev dog kun af kort varighed — det kom til et brud, da Tieck i Die verkehrte Welt havde vendt satiren mod sin beskytter og dennes åndsretning, ligesom han angreb Iffland, der ledede det kongelige skuespilhus. Men de unge flokkede sig om Tieck, i hvem de så Goethes afløser og jævnbyrdige. I årene 1799—1800 opholdt Tieck sig i Jena, hvor han stiftede bekendtskab med Franz Brentano, Fichte, Schelling, brødrene Schlegel og Hardenberg og lærte Goethe og Schiller at kende. Han levede de følgende år dels i Dresden, dels på Godset Ziebingen ved Frankfurt an der Oder og foretog rejser til Italien, Wien og München.
Af hans værker fra dette tidsrum må nævnes romanen Franz Sternbalds Wanderungen, med dens forherligelse af gammel tysk kunst, Prinz Zerbino, oder die Reise nach dem guten Geschmack, og Romantische Dichtungen, hvori fandtes sørgespillet Leben und Tod der heiligen Genoveva og lystspillet Kaiser Octavianus; dette er arbejder hvori Tieck viser sin behændighed til at lade de forskelligste metriske formerafløse hinanden, og hvor hans lyriske talent ofte finder ægte udtryk.
Som oversætter og bearbejder udgav han Cervantes Don Quijote og Altenglisches Theater, hvori findes en række pseudo-Shakespeareske stykker. Større opmærksomhed vakte dog Phantasus (3 bind, Berlin 1812—17), en samling eventyr, fortællinger og skuespil, blandt de sidste Forhuset. Krigsåret 1813 tilbragte Tieck i Prag; efter fredsslutningen rejste han til Paris og London, hvor han studerede Shakespeare med et aldrig udgivet værk for øje.
I 1819 tog han ophold i Dresden, hvor det mest produktive og indflydelsesrige tidsrum i hans liv oprandt. Han blev en meget søgt oplæser af dramatiske værker og samlede om sig en stor kreds af beundrere, der delte hans kunstneriske anskuelser. Også mange danske rejsende hørte disse oplæsninger. Som dramaturg ved Hofteatret kom han til at øve en betydelig, dog ikke ubestridt indflydelse.
I Dresden skrev han en række af sine meget yndede noveller som Die Gemälde, Die Reisenden, Die Gesellschaft auf dem Lande, Musikalische Leiden und Freuden. Af hans historiske noveller er navnlig den ufuldendte Aufruhr in den Cevennen værdifuld. Disse noveller er ypperlig fortalt, rummer særprægede karakterer og er formede over poetiske og dybsindige ideer. Den ny-franske romantik påvirkede ham i hans sidste større værk Vittoria Accorombona (1840). I disse år fortsatte Tieck sine Shakespeare-oversættelser, udgav Kleists og Lenz' skrifter og samlede sine interessante stadig værdifulde Dramaturgische Blätter.
I 1841 blev han af kong Frederik Vilhelm IV kaldt til Berlin, hvor han tilbragte sine sidste sygelige år, hædret og anset. Han står for eftertiden som en af de store romantiske personligheder, hos hvem lyrik og ironi har indgået en mærkelig blanding, en åndfuld, improvisatorisk digterskikkelse, i hvem mange idéer brødes og kæmpede om eneherredømmet. Ånd og fantasi ejer hans digtning, hvis satire måske nu lyder hul, men hvis lyrik perler frisk og vægtig frem af dybe væld. Et stort og rigt talent, der imponerede sin samtid ved mangfoldig viden, improvisatorisk fynd, dramatisk begavelse, og som har præget sine dybe spor i Tysklands litteratur i det 19. århundredes første halvdel.